# ヴィクトリア朝

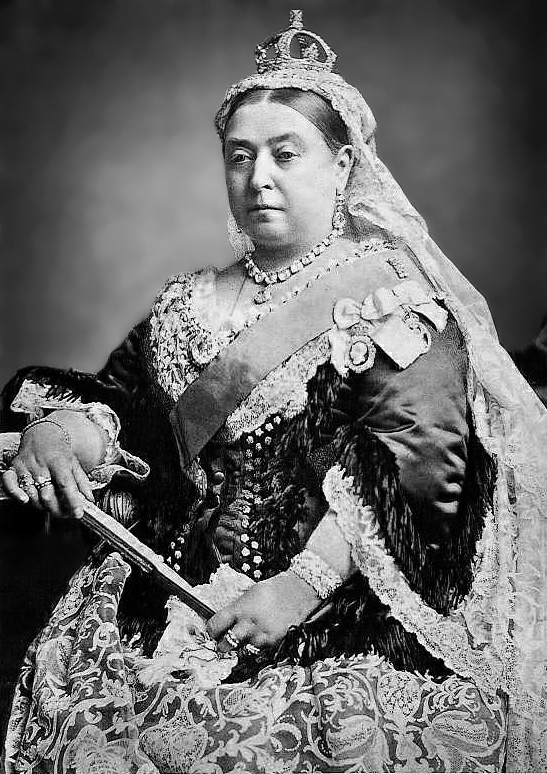
ヴィクトリア女王

ヴィクトリア朝（ヴィクトリアちょう、英語: Victorian era）は、ヴィクトリア女王がイギリスを統治していた1837年から1901年の期間を指す。この時代はイギリス史において産業革命による経済の発展が成熟に達したイギリス帝国の絶頂期であるとみなされている。
なお、ここで用いる「朝」は「時代（ある一人の君主が統治していた期間）」の意味であり、「王朝（ある一定の血統に属する君主たちが統治していた期間）」を指し示すものではない。

## 概観
ヴィクトリア朝は上のような社会の変化の観点から、初期（1837年から1850年）、中期（1850年から1870年代）、後期（1870年代から1901年）の3期に分類されることが多い。
初期は、ヴィクトリア朝以前の1832年に行われた第一次選挙法改正や1846年の穀物法廃止などに見られる様に、産業資本家の勢力が伸張した時代である。中期には1860年の英仏通商条約、およびグラッドストン首相のもとでの自由貿易体制が整えられ、イギリス帝国は絶頂期を迎えた。後期には、イギリス国内の生産設備老朽化や、資本集中の遅れから重化学工業への転換が遅れた一方、アメリカ合衆国やドイツなどの工業力が向上し、イギリスの経済覇権に揺らぎが見え始めた。

## 政治
帝国主義政策は植民地紛争の増加をもたらし、ボーア戦争、アフガン戦争などが発生した。国内において政治改革と参政権の拡大によって政治方針は次第にリベラルになっていった。
ヴィクトリア初期の下院はホイッグ党と保守党の二大政党により支配されていた。1850年代の後半にはホイッグが自由党に改組されている。メルボルン卿、サー・ロバート・ピール、ダービー卿、パーマストン卿、ウィリアム・グラッドストン、ベンジャミン・ディズレーリ及びソールズベリー卿といった多くの著名な政治家がこれらの党を率いた。アイルランドへの自治権付与に関する問題がヴィクトリア後期で大きな政治問題となり、グラッドストンやパーネルなどの政治家が問題の解決をはかった。アイルランド問題の根本的な解決は第一次世界大戦後のアイルランド自由国建国まで持ち越されることになった。
パーマストン首相はバーミンガムで購入された爆弾によるフランス皇帝ナポレオン3世の暗殺計画であるオルシーニの陰謀の処理を巡って1858年1月に辞任に追い込まれた。
1866年7月、ラッセルの首相辞任を要求したロンドンの怒れる群集がハイドパークから警察によって排除された。彼らは鉄のレールをはがし、花壇を踏み荒らした。このような騒擾により、ダービーとディズレーリはさらなる議院改革の必要性を確信する。
1875年、エジプトがその負債を支払う資金を捻出させるため、英国はスエズ運河のエジプト領土を購入する。
1877年、ヴィクトリア女王が帝国主義を推し進めるディズレーリの後押しでインド皇帝に即位する。
1881年、ロンドン滞在中のカール・マルクスとフリードリヒ・エンゲルスに影響を受けたヘンリー・ハインドマンによってイギリス初の社会主義政党である社会民主連盟（当初は民主連盟）が結成され、ウィリアム・モリスらが参加する。
1882年、英軍が最重要貿易路でありインドへの通路でもあるスエズ運河を囲む地域を占領したのち、エジプトはイギリスの保護領となる。
1884年、ロンドンの中流知識階層の一団が社会主義の発展を目指してフェビアン協会を設立。クエーカー・エドワード・ピーズ17歳、ヘイブロック・エリス25歳及びイーディス・ネズビット26歳が参加していた。ジョージ・バーナード・ショー、H.G.ウェルズは後にこの会に参加することになる。
1887年11月13日日曜日、多くが社会主義者と失業者から成る数万人の群衆がトラファルガー広場に集結し、政府に対してデモを行った。市警察長官サー・チャールズ・ウォーレンは武装した兵士と2000名の警察官に処理を命じた。暴動が発生し、数百人の負傷者と2人の死亡者が発生した。この事件は「血の日曜日」事件と名づけられた。

## 事件

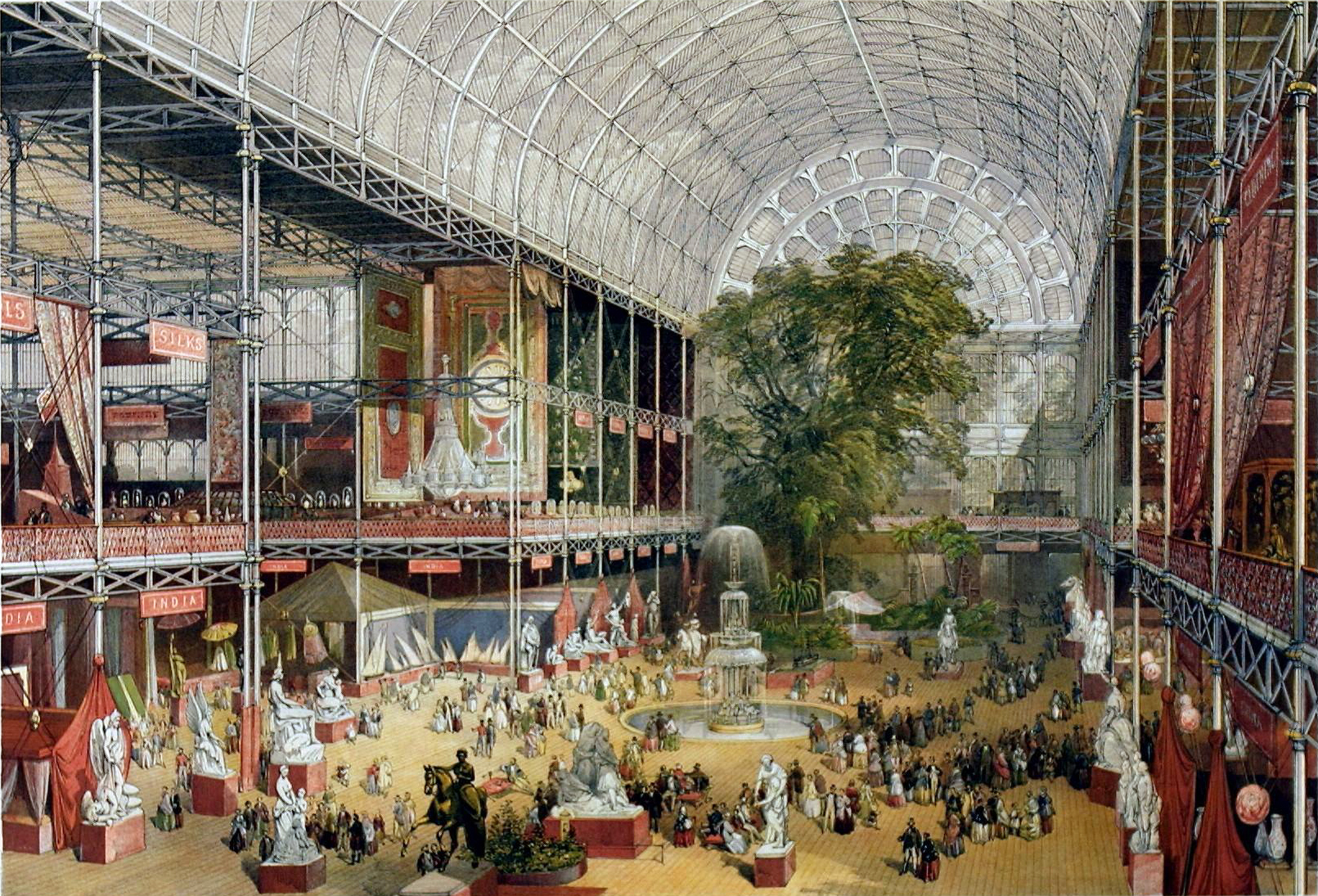
1851年の万国博覧会会場となった水晶宮の内部

1851年、世界初の万国博覧会となったロンドン万国博覧会がロンドンのハイド・パークで開催され、国際的な注目を集め成功裏に終わった。
1888年、「切り裂きジャック」として知られる連続殺人犯がロンドンの路上の娼婦を殺し死体を損壊する事件がおき、世界的にメディアを騒がせ、ヒステリーを生んだ。新聞はこの死神を利用して、失業者の苦境に注目を集め、警察と政治的指導者を攻撃した。殺人鬼は結局つかまらなかったが、この事件はサー・チャールズ・ウォーレンを辞任に追い込んだ。

## 科学、技術及び工学

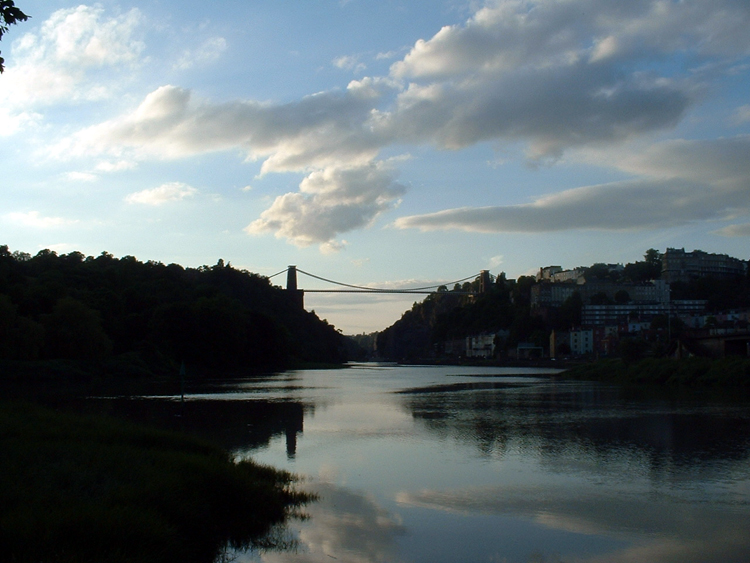
クリフトン吊り橋
ブリストル郊外　1864年完成

産業革命は既に勢いづいていたが、工業化の効果が20世紀の大衆社会を生み出すのはまさにこの時期である。産業革命はイザムバード・キングダム・ブルネルらによって国中の鉄道網を発達させ、工学に大きな前進をもたらした。
ヴィクトリア朝では今日のように科学が学問分野となるまでに成長した。大学における科学の知的専門職が増えると共に、ヴィクトリア朝の多くの紳士たちが博物学に身を捧げた。
チャールズ・ダーウィンの『種の起源』が1859年に発刊され、民衆のものの考え方に非常に大きな影響を与えた。
1863年1月10日、メトロポリタン鉄道がパディントン駅とファリンドン駅間を結ぶロンドン地下鉄を開通させた。
1882年、白熱電灯がロンドンの街路に導入された。しかしあらゆる場所に行き渡るには、なお何年もの時間がかかった。

## 文化

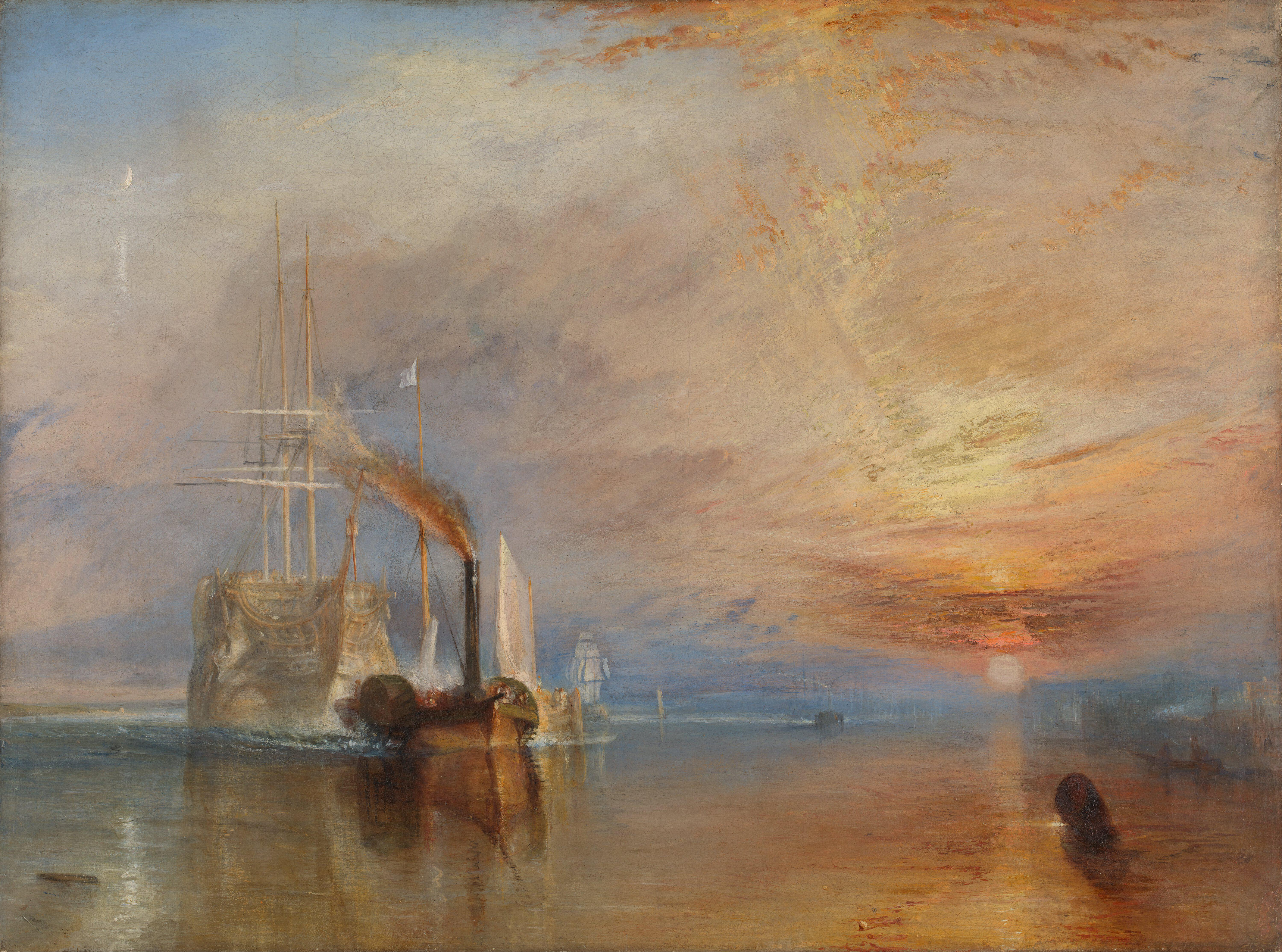
戦艦テメレール号　ジョゼフ・ターナー作
1838年

ヴィクトリア女王の治世1837年から1901年は英国の黄金期であるばかりでなく、英国の美術にとっても黄金期、爛熟期であった。公私とも円満だった女王とアルバート公夫妻に象徴されるように、この時代には家庭の平和と、いや増す繁栄があり、それらが絵画が花開く条件につながっていた。
この時代はコンスタブル、ターナー、ランドシーア、ロセッティ、ミレー、バーン＝ジョーンズ、レイトン、ワッツ及びホイッスラーらを生んだ。彼らはヴィクトリア女王の治世の間、生存していた（コンスタブルは例外で、ヴィクトリア女王の即位の年に死亡した）。およそ11,000名の一般に認められた画家が誕生した。凡庸な者も多かったが、高い才能と美術的な完成度を持つものも数多かった。
この時代は膨大な数の美術品を生み出し、一般大衆が展覧会に殺到した。その中には絵画の立派なコレクションを持つ富裕層もいた。ヴィクトリア女王は英国の芸術家を後援した。数多くの芸術家が貴族と同等の人間関係をもって上流社会と交わるという名誉ある地位を占めた。その結果、ヴィクトリア朝の英国は、これに先立ついかなる偉大な芸術時代とも比肩する創造性の開花を見ることとなった。
ヴィクトリア朝は多くの人に、感傷、保守的な道徳観と過度の上品さ、装飾過剰を連想させる。しかし、ヴィクトリア朝の画家はいまだかつてない産業革命の成果と、全面的な社会や道徳観の変化をうまく描き出した。ディケンズやジョージ・エリオットの小説、オスカー・ワイルドの演劇、及びテニスンやブラウニングの詩は、ヴィクトリア朝の画家に相手役を持っていた。この時期はエスタブリッシュメントと進歩主義的趣味の分離が始った。進歩主義はアバンギャルドの近代的な思想を生み出す。芸術家のグループが拡大し、ラファエル前派、「ザ・クリック」、セントジョーンズウッド派、クランブルックコロニー、ニューリン派として知られる集団が生まれた。ラファエル前派は、詳細と真実は、人生と芸術の両方において重要だと信じた。絵画において人と物は理想化されてはならない、いぼやしみの全てに至るまで実物のリアリティーを反映していなければならない、と考えた。一部の画家は単に独立を好み、コロニーや団体に所属するのを避けた。英国の芸術においては、多様性と個人主義こそが魅力を生むのである。
ヴィクトリア朝の画家たちは、さまざまな社会的・教育的背景を持つ幅広い層にも理解できるように作品を作ることを選んだ。これにより、娯楽と共に文化的向上を提供したのである。ヴィクトリア朝の芸術は大衆的芸術だった。絵画は、テクノロジーが絵画に競合するアトラクションを提供する今日そうである以上に、社会でより幅広く議論されていたのだった。ヴィクトリア朝芸術の並外れた豊かさ、多様性、複雑さは、裕福で複雑な社会を反映していた。絵画は、後にヴィクトリア時代として知られることになる英国の富と力の絶頂期の理想、社会構造、上昇志向を背景としていなければならなかった。産業革命も芸術に強い衝撃を与えた。ロマン主義とリアリズムはどちらも、この時代の力強い変化への反応と考えられている。
ヴィクトリア朝における特記すべき文化の項目は以下のとおり：

### 文学

#### 小説
- エリザベス・ギャスケル
- ジョージ・ギッシング
- ジョージ・エリオット
- トマス・ラブ・ピーコック
- チャールズ・ディケンズ
- アーサー・コナン・ドイル
- アンソニー・トロロープ
- ウィルキー・コリンズ
- オスカー・ワイルド
- シャーロット・ブロンテ（カラー・ベル）
- エミリー・ブロンテ（エリス・ベル）
- アン・ブロンテ（アクトン・ベル）
- ウォルター・スコット
- ウィリアム・メイクピース・サッカレー
- ルイス・キャロル
- ロバート・ルイス・スティーヴンソン
- トマス・ハーディ
- ジョージ・ムーア

#### 詩
- アルフレッド・テニスン
- ウィリアム・モリス
- ダンテ・ゲイブリエル・ロセッティ
- アルジャーノン・チャールズ・スウィンバーン
- マシュー・アーノルド
- クリスティーナ・ロセッティ
- エミリー・ブロンテ
- ライオネル・ジョンソン
- アーネスト・ダウソン
- W.B.イェイツ（若い時の）
- トマス・ハーディ
- ジェラルド・マンリー・ホプキンス
- A.E.ハウスマン
- ロバート・ブラウニング
- エリザベス・バレット・ブラウニング

#### 評論・随筆
- トーマス・カーライル
- マシュー・アーノルド
- ジョン・ラスキン
- ジョン・スチュアート・ミル
- ウォルター・ペイター

### 演劇
- メアリ・シェリーの『フランケンシュタイン』及び吸血鬼小説の新しいジャンルの翻案ものの舞台。1849年、フランケンシュタインと吸血鬼の物語は最終的に『フランケンシュタイン;または吸血鬼の犠牲者』として融合する。1887年、フランケンシュタインの怪物と吸血鬼が北極まで追跡されるという演劇『モデルマン』がロンドンで公演される。
- オスカー・ワイルドのウィットとドラマ。『真面目が肝心』など。
- ヘンリック・イプセンのロンドン公演に関する論争。ジェームズ・ジョイスやジョージ・バーナード・ショーらはこの冷酷なノルウェー人の新しいドラマチックな様式を支持した。
- ヘンリー・アーヴィング

### 音楽
- ジュリアス・ベネディクト
- マイケル・ウィリアム・バルフ
- ジュリア・グリジ
- ジェニー・リンド
- ギルバートとサリヴァンのオペレッタ
- アデリーナ・パッティ
- エマ・アルバーニ
- ネリー・メルバ

### 美術
- 建築におけるゴシック様式の復興
- ジョン・ラスキン、英国における最初の美術批評家
- 美術におけるラファエル前派（一部はラスキンによって触発された）
- 芸術家グループ The Clique
- ウィリアム・モリスのアーツ・アンド・クラフツ運動
- アメリカの画家ジェームズ・マクニール・ホイッスラーの美的観念の影響
- ジャポニスム
- エドウィン・ランドシーアやルイス・ウェインらによる動物画

### 服飾
ヴィクトリア朝の服飾（ヴィクトリアちょうのふくしょく）は、ヴィクトリア時代（1830年代 - 1900年代前後）に英国やその植民地、自治領にて出現し、発展した様々な流行の服装により構成される。この時代には、服装や建築、文学、また服飾芸術や視覚芸術を含む流行において、たくさんの変化が見られた。
1905年ごろまでに、洋服はだんだんと工場で作られたものになり、多くの場合は決まった値段で大きなデパートなどで売られるようになった。服をオーダーメイドや家庭でつくることもいまだ多かったが、減少しており、新しい機械や素材によって、さまざまな方法により洋服は発展していった。
19世紀半ばに普及したミシンによって、家でもブティックでも、洋裁が簡単に行えるようになり、手縫いでは途方もない時間のかかるような、洋服への豊富な装飾が可能になった。機械の導入により、レースも古いものと比べて少しの値段でつくることができるようになった。新たに発展した、安くて鮮明な染料は、それ以前の動物染料や植物染料に取って代わった。

## 宗教と道徳

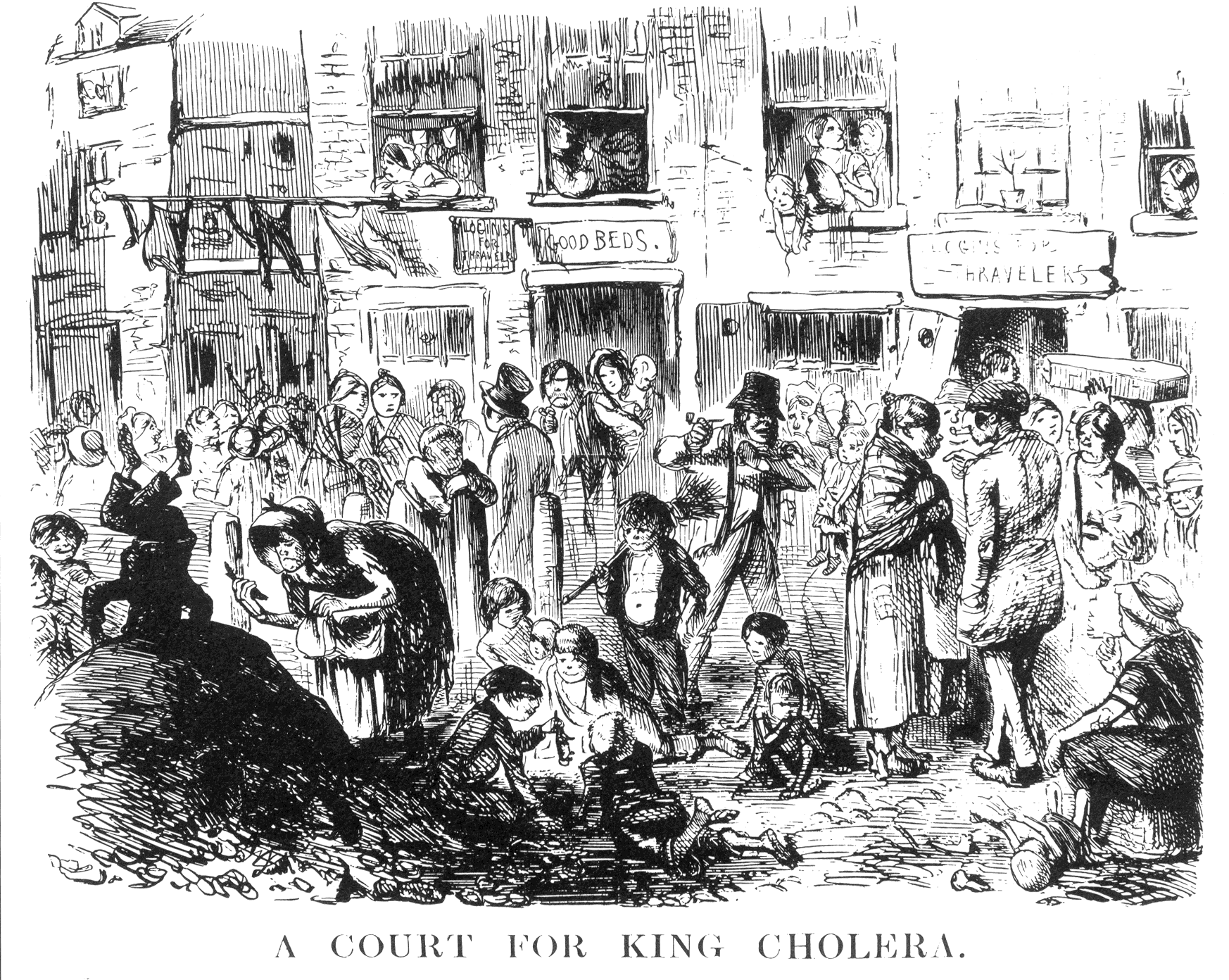
コレラ王の宮廷
『パンチ』　1852年

### 倫理観
ヴィクトリア朝の道徳（Victorian morality）といえば一般的には、極めて行動規範的で保守的、性的抑圧と寛容性のない「お上品さ」といった特質で語られることが多いが、また同時にジャーナリズムと議会制民主主義の発展、女性問題など、さまざまな問題に光が当たり始めた時代でもあった。奴隷制、売春、児童労働、労働者問題、教育、動物福祉、アヘン貿易などが活発に議論されるようになった。一方、同性愛は違法のままでありつづけた。

#### 奴隷制
1807年の奴隷貿易の全面禁止以降、1833年には大英帝国全体で奴隷制が廃止され奴隷所有が違法とされた。ヴィクトリアはその4年後の1837年に王位に就いた。ウイリアム・グラッドストンの政権は、奴隷制が廃止されれば壊滅的な影響を受けると主張するカリブ海のプランテーション所有者、グラッドストンの父であるグラッドストン準男爵らに二千万ポンドの補償金を支払った。イギリス海軍は大西洋をパトロールし、アフリカの奴隷をアメリカに送ろうとしている船を停止させ、見つかった奴隷を解放した。英国はアフリカの直轄植民地シエラレオネに解放奴隷を輸送した。ノバスコシア州から解放された奴隷は、シエラレオネの首都を設立し、そこをフリータウンと名付けた。

#### 児童労働
1833年代、シャフツベリー卿が中心となって、労働現場での児童労働を軽減するため一連の工場法制定に向けて動いた。10時間法が導入され、綿および羊毛工場で働く子供は9歳以上でなければならない、18歳未満は、1日10時間または土曜日に8時間を超えて働かされないこと、25歳未満は夜勤ができないことなどを定めた。1844年の工場法では、 9〜13歳の子供は昼休みと1日最大9時間の上限が設けられた。工場所有者によるロビー活動と激しい抵抗にもかかわらず、多少なりとも子供のための法的保護が設けられたが、チャールズ・ディケンズの小説が中産階級の人々に知らしめたようなロンドンの孤児、ストリートチルドレンの苦しみは続いた。

#### 売春
ロンドンは産業革命の影響で薄暗いスモッグの街となり、イースト・エンドの貧民街には多くの女性たちが売春婦として暮らしていた。ヴィクトリア朝の道徳観は女性のステレオタイプを大きく二分した。コベントリー・パトモアが描く「家庭の天使」にみられるような女性像を家庭の守護天使として理想化する一方で、外の女性、「堕落した女性」あるいは「ファム・ファタール」とみなされた売春婦は、社会的に浄化する必要のある社会悪とみなされ、幾度となく警察の粛清を受けた。

### 宗教
- ヴィクトリア女王の治世の初期に起こったオックスフォード運動／トラクト運動
- 1865年、ウィリアム・ブースがロンドンで救世軍を始める。
- 1890年代に神智学やその他のオカルト趣味が勃興。

（en:Victorian eraより翻訳）